# لوف
اللُوف أو أذن الفيل (باللاتينية: Arum) جنس نباتي ينتمي للفصيلة القلقاسية من أحاديات الفلقة، يشمل نحو 25 نوعاً، يتوطن في المغرب العربي والمشرق العربي وأوروبا، وتنوعه الحيوي الأقصى في حوض البحر الأبيض المتوسط.

## الوصف النباتي
النورة إغريضية محاطة بورقة متحورة تشبه الشراع.

## من أنواعهالواطنةفيالوطن العربي
- لوف إيطالي أو البقوقة ، ايرني، أقرني (باللاتينية: Arum italicum) في المغرب العربي وجنوب أوروبا وحوض البحر الأسود
- اللوف الجلدي (باللاتينية: Arum rupicola) في بلاد الشام وقبرص وتركيا والقوقاز
- لوف ديوسقوريدس (باللاتينية: Arum dioscoridis) في بلاد الشام وقبرص وتركيا
- اللوف الشاره للرطوبة (باللاتينية: Arum hygrophilum) في بلاد الشام
- اللوف الطويل (باللاتينية: Arum elongatum) في بلاد الشام وروسيا والبلقان
- اللوف الفلسطيني (باللاتينية: Arum palaestina) في بلاد الشام
- اللوف المنفرج (باللاتينية: Arum gratum) في بلاد الشام وتركيا

## من أنواعه الأخرى
- اللوف الأبْقَع (باللاتينية: Arum maculatum) وموطنه غرب أوروبا وشمالها
- اللوف الأرجواني (باللاتينية: Arum purpureospathum) وموطنه جزيرة كريت
- اللوف الشرقي (باللاتينية: Arum orientale) وموطنه شرق أوروبا
- اللوف الكريتي (باللاتينية: Arum creticum) وموطنه جزيرة كريت

## المعلومات الغذائية
يحتوي كل 100غ من القلقاس النيء بحسب وزارة الزراعة الأميركية على المواد الغذائية التالية:
- سعرات الحرارية: 112
- دهون: 0.2
- دهون المشبعة: 0
- كاربوهيدرات: 26.46
- ألياف: 4.1
- بروتينات: 1.50
- كولسترول: 0